# Xenylla kenyensis
Xenylla kenyensis är en urinsektsart som beskrevs av da Gama 1969. Xenylla kenyensis ingår i släktet Xenylla och familjen Hypogastruridae. Inga underarter finns listade i Catalogue of Life.